# 메이슨 라이언

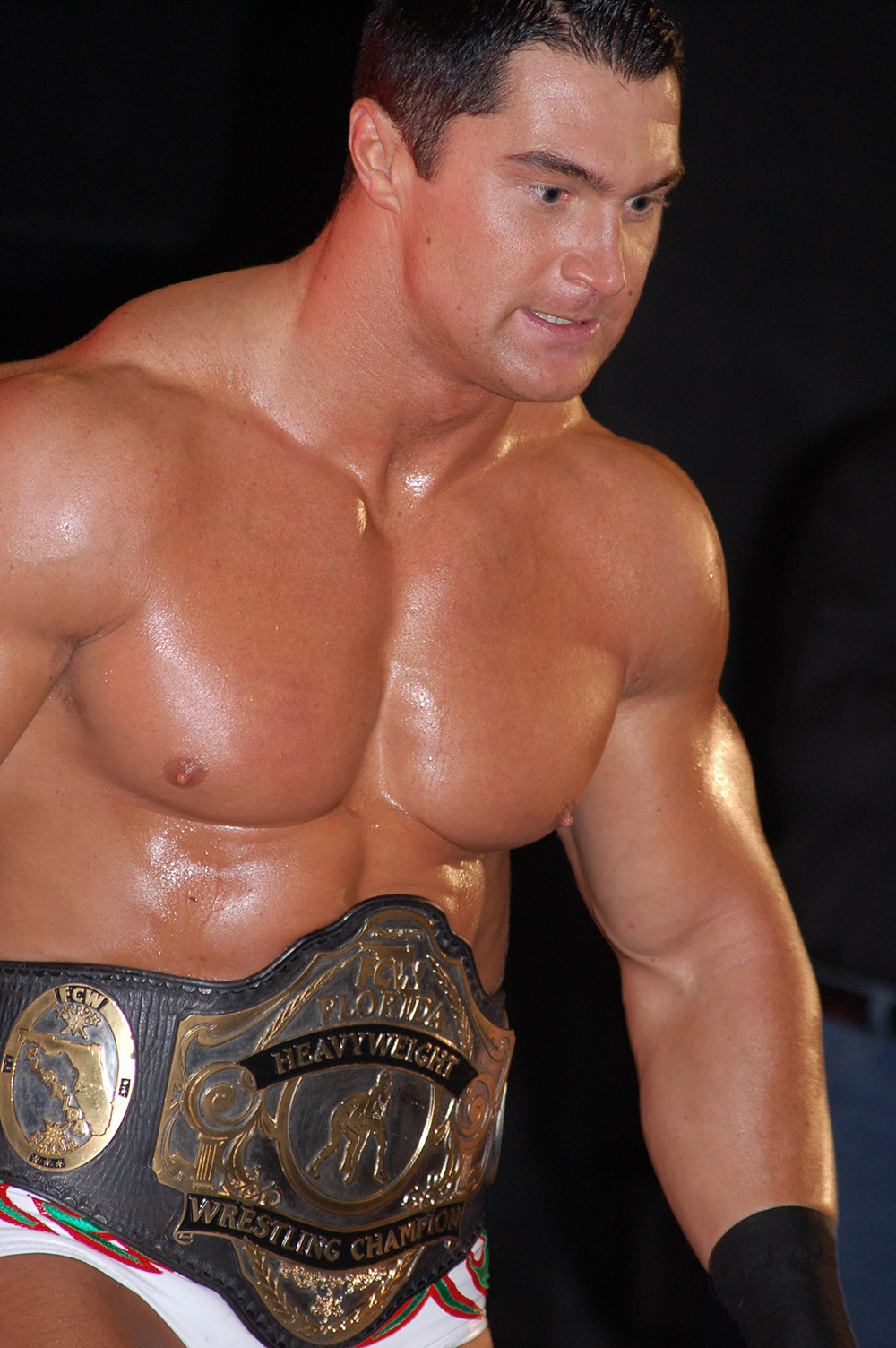
메이슨 라이언

메이슨 라이언(Mason Ryan, 1981년 1월 13일 ~ )은 영국의 남자 프로레슬링선수다. 넥서스 (프로레슬링)의 전 멤버다. 2002년 프로레슬링 입문으로 피니쉬는 풀 넬슨 슬램, 하우스 오브 페인(싯아웃 사이드 슬램), 코브라 클러치 슬램, 백브레이커 렉 드롭 인투 어 넥브레이커를 주로 사용을 한다. 키는 195cm에다가 몸무게는 135kg이다.

### 경력
- 2011년 - 뉴넥서스의 새로운 멤버로 WWE에 데뷔한다.
- 2011년 10월 뉴 넥서스가 해체되고 싱글로 활동하기 시작한다.
- 2014년 - 데뷔 약 3년만에 방출